# In The Battle
In The Battle è un album pubblicato dal gruppo statunitense heavy metal/christian metal Saint, nel 2004.

## Il disco
Questo disco è il loro quarto album studio ed è stato pubblicato dopo una pausa di ben sedici anni dal precedente "Too Late For Living": cinque lustri intervallati dal solo EP "The Perfect Life" del 1999. Lo stile del combo è un heavy molto classico e pulito.
Ad introdurci in questo disco abbiamo la title track, gli Hammerfall sono solo un abbaglio perché già l'entrante "Star pilot's return" svaria su una ritmica più andante, su assoli quasi perfetti, su un chorus solenne ed un acutone mai dimenticato. Assai fascinose sono le linee compositive e melodiche di "Here we are", caratterizzata nel finale da un bel fraseggio di chitarra solista e chorus. "Sacrifice" è la traccia del processo a Gesù.
"Holy rollin'" ha un groove coinvolgente con buon refrain e un assolo finale lungo e complesso. Da segnalare anche la sesta canzone "Riders", la thrashy "The choice", e la piuttosto complessa e progressiva "When".
A chiudere il platter prima del breve stacchetto "Armor on" è "Acid rain" introdotta da un riff acustico.

## Tracce
1. In the Battle
2. Star Pilot's Return
3. Here We Are
4. Sacrifice
5. Holy Rollin'
6. Riders
7. The Choice
8. When
9. Acid Rain
10. Armor On

## Formazione
- Josh Kramer - voce
- Jerry Johnson - chitarra
- Dee Harrington - chitarra
- Richard Lynch - basso
- Tim Lamberson - batteria